# غاستون مور
غاستون مور هو سياسي كندي، ولد في 29 ديسمبر 1945. انتخب عضو الجمعية التشريعية لنيو برونزويك ‏.